# Visual
Visual(비주얼)은 도미니카 공화국 출신의 일렉트로닉 록 밴드 타부 텍(Tabu Tek)이 프로듀싱한 세 번째 정규 앨범이다. 이 두 번째 작품은 2003년 도미니카 공화국 산토도밍고에서 발매되었다. 앨범의 네 번째 곡인 Compadre Pedro Juan은 메렝게 음악의 아버지인 루이스 알베르티(Luis Alberti)를 기리는 록 곡이다. 이 노래는 이전에 도미니카 록 밴드가 만든 메렝게 헌정 Rockero Hasta La Tambora에서 발표될 예정이었다. 이 앨범은 이전 프로덕션 Girar에서 볼 수 있는 일렉트로니카 측면이 적고 록 기반 사운드가 더 많은 것이 특징이다. 그럼에도 불구하고 호평을 받았으며 전국 록 방송국에서 연주되었다.

## 곡 목록
1. "Andas"
2. "In the Sky"
3. "Palabras Caen"
4. "Se"
5. "Compadre Pedro Juan" (a tribute to Luis Alberti's merengue classic)
6. "Visual"
7. "Amanecer"
8. "Un Nuevo Sol"
9. "Manto Azul"
10. "Luz"
11. "Deseare"